# Croton bojerianus
Espèce
Croton bojerianus est une espèce de plantes à fleurs du genre Croton et de la famille des Euphorbiaceae, présente à Madagascar.
Il a pour synonymes :
- Croton bakerianus, Baill., 1890
- Oxydectes bojeriana, (Baill.) Kuntze